# Самсон Дольский
Самсо́н До́льский (ок. 490, юг Уэльса — 565, Бретань) — епископ Дольский, один из семи святых основателей Бретани. Почитается в лике святых. Память 28 июля.

## Биография
Святой Самсон, или Сампсон был выходцем из валлийской знати. В возрасте семи лет он был отправлен в монастырь Ллантвит Майор (St Illtyd’s Church, Llantwit Major), Южный Гламорган (Glamorgan), для обучения у Св. Ильтуда (Illtud). Рукоположён в священники в 512 году. Удалился на остров Калдей (Caldey Island) ради углублённой молитвы, позже избран настоятелем тамошнего монастыря.
Около 516 года Св. Самсон отправился в Ирландию вместе с несколькими тамошними монахами, дабы выучиться у них. Однако вскоре Самсон обрёл там репутацию святости, и многие приходили к нему за молитвой. Чувствуя себя неуютно из-за славы, Св. Самсон анонимно вернулся в Корнуолл.
В 520 году Св. Дубрикий (Dubricius) поставил его епископом. Вскоре Св. Самсону было видение, согласно которому он должен был отправиться на проповедь в Бретань. Вместе с несколькими монахами он основал монастырь в Доле, который стал центром новой епархии. Среди его воспитанников был юноша Этбин, будущий святой. 
В Бретани Св. Самсон провёл остаток жизни, будучи известен своими мудростью и святостью. Его почитают одним из величайших валлийских святых.
Племянником Святого Самсона Дольского был Святой Татай Валлийский.